# Der Altar von Pergamon
 Der Altar von Pergamon  ist ein Dokumentarfilm des DEFA-Studios für populärwissenschaftliche Filme von Erich Legler aus dem Jahr 1960.

## Handlung
Im Oktober 1959 wird der wiedererrichtete Pergamonaltar im Berliner Pergamonmuseum auf der Museumsinsel mit einer feierlichen Veranstaltung den Besuchern übergeben. Mehrfach wird betont, dass die sowjetischen Sieger die Retter und Bewahrer dieses Kunstwerks sind und es wohlbehalten zurückgegeben haben. Nicht erwähnt wird, dass die Altarteile zum Kriegsende in einem Bunker am Berliner Zoo eingelagert waren und dann als Beutekunst in die Sowjetunion verbracht wurden.
Der Film zeigt, wie Künstler, Wissenschaftler und Arbeiter den Altar wieder in einer solchen Anordnung erstehen lassen, die fast das Museale sprengt. Während der komplizierte Wiederaufbau in seiner Vielfältigkeit und im Detail gezeigt wird, kann der Erzähler auf die einzelnen Segmente erklärend eingehen. So lernen wir mehr über die Geschichte der Entstehung und die Bedeutung des Altars kennen.

## Produktion und Veröffentlichung
Das Anlaufdatum des unter dem Arbeitstitel Pergamonfries gedrehten Schwarzweißfilms in den Kinos der DDR war der 12. August 1960.